# Enclenchement

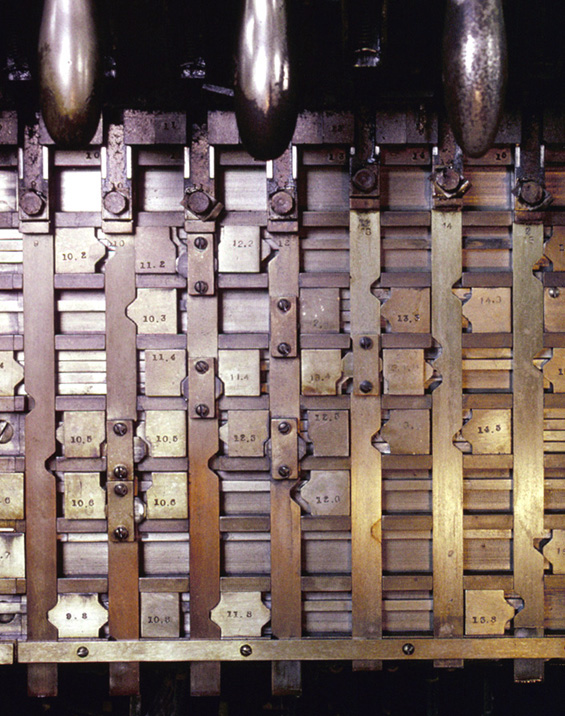
Table d'enclenchements à Des Plaines (Illinois)

Dans le domaine de la signalisation ferroviaire, un enclenchement est un ensemble d'appareils de signalisation qui matérialise physiquement, dans la zone d’action d’un poste d’aiguillage (jonction, croisement de voies...), une incompatibilité de manœuvre entre différents organes de commande d’appareils de voie ou de signaux dans le but de n’autoriser le passage d’un mouvement sur les différents appareils de voie que lorsque toutes les conditions de sécurité nécessaires à ce mouvement sont réalisées. Il peut être mis en œuvre mécaniquement, électriquement ou les deux.

## Risques inhérents aux circulations ferroviaires couverts par les enclenchements
Dans un poste d'aiguillage, les enclenchements matérialisent l’obtention de l’ensemble des conditions suivantes avant de libérer l’organe (levier ou relais de commande) du signal commandant l’itinéraire afin qu’il puisse être mis en position « ouvert » :
1. Les appareils de voie (aiguilles et taquets) ou les signaux protégeant le passage à établir sont dans la position interdisant tout engagement intempestif de gabarit (protection contre les « prises en écharpe »),
2. Les appareils de voie du passage sont placés dans la bonne position (continuité du passage),
3. La protection contre des mouvements de sens contraire est assurée (« nez à nez »),
4. Les autres conditions particulières au poste (barrières de passage à niveau fermées par exemple) sont réalisées.

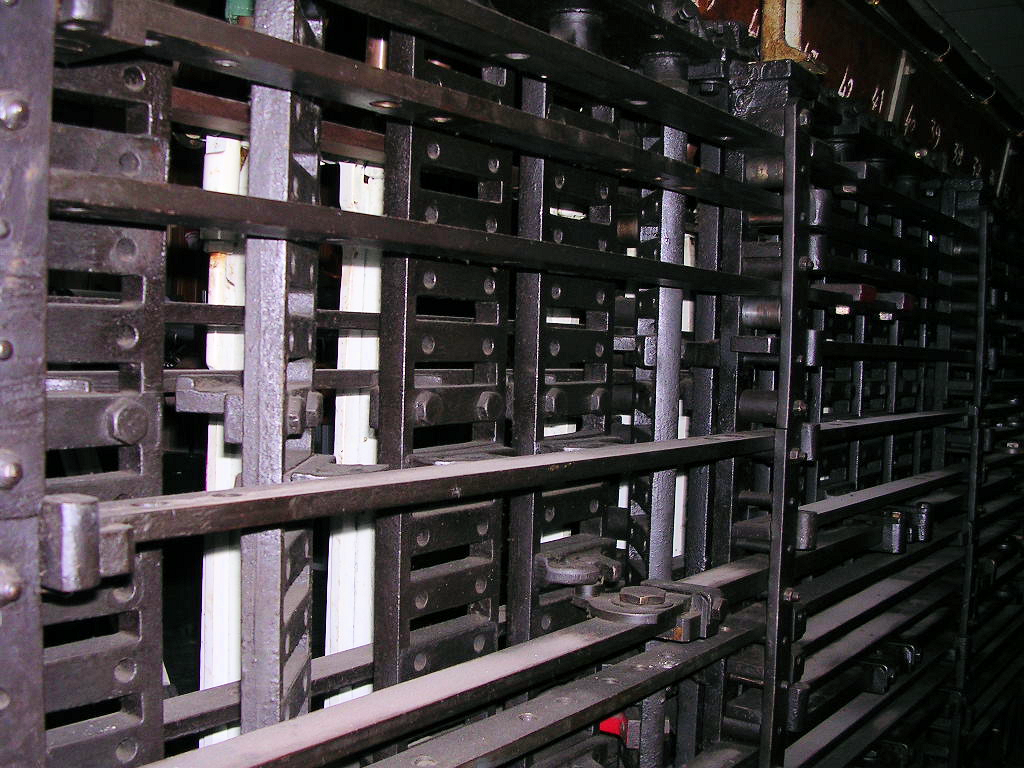
France - Gare de Nîmes - Poste IV - Vue sur la table d'enclenchement du poste d'aiguillage de type Saxby (table verticale avec taquets et grils)

L'organe de commande du signal autorisant le passage, une fois mis en position « signal ouvert », interdit —dans le cas d'un poste mécanique, par la réciprocité des enclenchements obtenue de construction— toute manœuvre intempestive des appareils concernés par le passage en cours. Cette interdiction matérielle subsiste tant que l’organe de commande du signal est laissé dans sa position « signal ouvert ».
Cependant, l'organe de commande du signal peut être remis dans sa position « signal fermé » dès son franchissement par le mécanicien. Il résulte de cette disposition que les enclenchements réalisés par l'organe en position « signal ouvert » disparaissent alors que l'itinéraire est encore parcouru. Des enclenchements complémentaires, réalisés électriquement, prennent le relais et continuent d'assurer la continuité et la sécurité du passage (enclenchement de zone isolée d'aiguille ou enclenchement de transit).

## Mode de réalisation des enclenchements
Selon le type de poste les enclenchements peuvent agir mécaniquement ou électriquement.

### Dans un poste d'aiguillage mécanique
Dans un poste mécanique, les enclenchements nécessaires à la sécurité des passages sont réalisés mécaniquement entre les différents leviers du poste. Si le poste mécanique comporte des commandes électriques, les enclenchements mécaniques sont complétés par des enclenchements électriques. Ces enclenchements agissent soit sur le levier qu'ils immobilisent dans l'une ou l'autre position, soit directement sur le circuit de commande du signal.

### Dans un poste d'aiguillage électrique «tout relais»
Les enclenchements, essentiellement électriques, agissent directement sur le circuit de commande de l’appareil ou de l'itinéraire. Le poste « tout relais » comporte très souvent des points de manœuvre en campagne où il est fait usage d'enclenchements mécaniques.

### Dans un poste d'aiguillage informatisé
Dans les postes où la sécurité est obtenue par une logique de commande et de contrôle entièrement informatique, par exemple poste de type PAI ou centre de contrôle distant, les enclenchements mis en place, qui restent de même nature que dans les autres postes et qui couvrent les mêmes risques, sont réalisés par des systèmes informatiques redondants.

## Les enclenchements mécaniques
On les trouve non seulement dans les postes d'aiguillage de type mécanique mais aussi dans tous les points de manœuvre en campagne d'une gare ou en pleine voie, que le poste d'aiguillage qui contrôle ce point soit mécanique ou électrique.

### Recherche et notation des enclenchements mécaniques
| Exemple d'enclenchement à créer entre une aiguille prise en talon et deux signaux carrés |
| |
| Situation 1.- Le levier des carrés 1 et 3 dans leur position normale commande les signaux à la fermeture 2.- Le levier de l'aiguille 5 dans sa position normale commande l'aiguille à droite (Elle donne la direction de droite pour les trains qui la prennent par la pointe) |
| Conditions à réaliser pour la sécurité des passages |
| 1.- Le carré 1 ne doit pas pouvoir être ouvert si l'aiguille 5 donne la direction de gauche (levier 5 en position renversée), 2.- Le carré 3 ne doit pas pouvoir être ouvert si l'aiguille 5 donne la direction de droite (levier 5 en position normale). |
| La notation des enclenchements se fait sous forme d'incompatibilté (Notation Descubes(*)) |
| La position Normale est notée par le signe + (plus) et la position Renversée est notée par le signe - (moins) On écrira donc les deux incompatibilités suivantes : 1 - 5 - et 3 - 5 + |
| Ces deux Formules se lisent : 1 renversé est incompatible avec 5 renversé, 3 renversé est incompatible avec 5 normal. |
| Ce qui donne par construction l'incompatibilité résultante suivante : 1 - 3 - Cette formule se lit : 1 renversé est incompatible avec 3 renversé. |
| Il existe aussi des enclenchements appelés de mouvement, d'autre encore ternaires, s'ils s'appliquent à 3 leviers, quaternaires, s'ils s'appliquent à 4 leviers, quinaires, s'ils s'appliquent à 5 leviers, etc. Mais ils sont cependant plus communément appelés enclenchements conditionnels. Exemple de notation d'enclenchement conditionnel en notation Descubes (incompatibilité) : (8-4+5+6+7+). (*) - Il existe d'autres méthodes de notation des enclenchements : notation par diagramme Ouest, notation Cossmann, notation Bricka. La notation Descubes est celle utilisée aujourd'hui. |

### Réalisation des enclenchements mécaniques
Il existe plusieurs types d’enclenchements mécaniques.

#### La table d’enclenchement

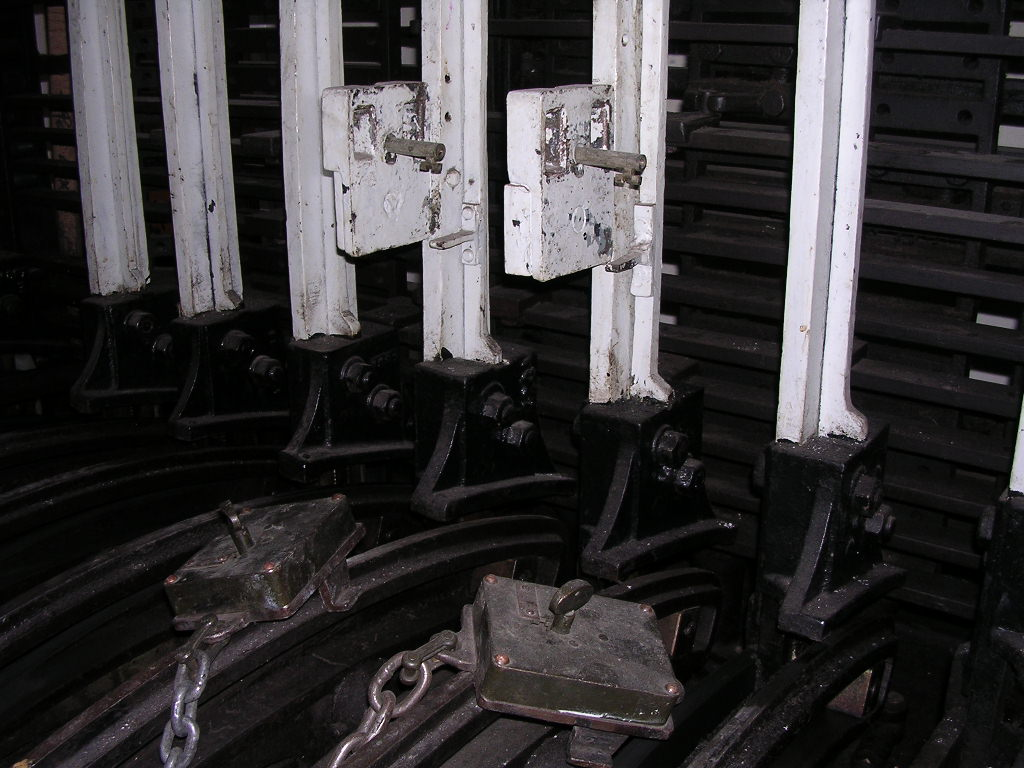
France - Gare de Nîmes Poste IV - Deux serrures d'enclenchement à agrafe appliquées sur deux leviers d'un poste d'aiguillage de type Saxby

Dans les postes d’aiguillages mécaniques, où sont groupés tous les leviers de commande d’une même zone (appareils de voie et signaux), il est possible de réaliser tous les enclenchements nécessaires entre les leviers par une table d’enclenchement.
Cette table, pouvant être soit horizontale soit verticale et située derrière les leviers est constituée, en général, de barres qui relient les leviers les uns aux autres et de taquets qui assurent les incompatibilités demandées par le programme d’exploitation.
Parmi les types de tables existants on peut citer notamment la table d'enclenchements « Stevens ». On rencontre ces tables dans différents types de postes, notamment dans les postes Vignier, dans les postes électro-mécaniques. Il existe également des tables d'enclenchement avec taquets et grils rencontrées dans les postes de type Saxby et les postes de type mécanique 45 (MU 45) ou Mecanique unifié 45.
Les trois types de tables d'enclenchements sont les suivants :
•	Table de type Saxby ( John Saxby ) 
•	Table de type Vignier
•	Table de type Stevens
•	Table de type ATEF

#### L’enclenchement par toc
Lorsque les enclenchements mécaniques à réaliser concernent deux leviers situés à côté l’un de l’autre, ces enclenchements peuvent être réalisés par toc (cela peut être le cas, par exemple de points de manœuvres en campagne entre une aiguille et un taquet ou entre deux aiguilles).
Le toc est constitué en général par une équerre rivée à l'un des leviers et dont l'extrémité vient buter contre le levier voisin.
Dans les installations anciennes il était fait usage d’un enclenchement par toc entre un avertissement et sémaphores mécaniques. L’enclenchement par toc est l’enclenchement le plus simple et le plus économique mais il reste limité dans les enclenchements qu'il permet de réaliser.

#### L’enclenchement par serrures et clés

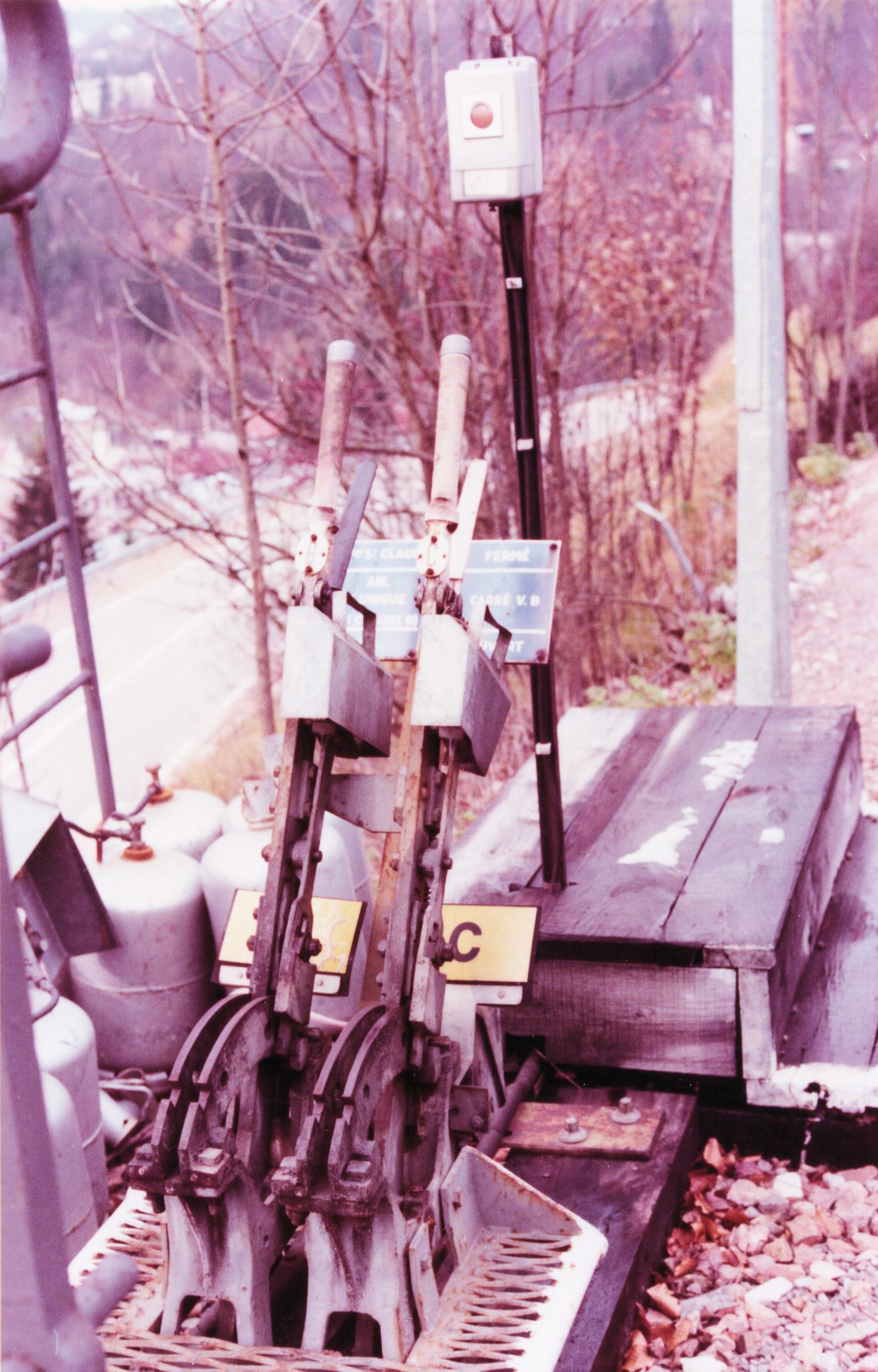
France - Gare de Morez (Jura) - Un point de manœuvre en campagne. On distingue un « toc » et les serrures d'enclenchement sont protégées des intempéries par des capots

Il s’agit de serrures et de clés dites « S », constituées par du matériel unifié et utilisées dans toutes les installations. Les serrures dites « Bouré », plus anciennes, ne sont plus utilisées. La différence entre ces deux types de serrures ne porte que sur quelques détails de réalisation.
Schématiquement, le principe d'enclenchement par serrures et clé est simple : deux leviers comportent chacun une serrure et il n'existe qu'une clé pouvant être introduite dans l'une ou l'autre des serrures. Le retrait de la clé d'une serrure immobilise le levier dans la position désirée et permet de libérer le second. En pratique, ces dispositifs permettent de réaliser facilement des situations de simples à très complexes, dans ce cas, il serait nécessaire d'avoir un système informatique d'aide à l'exploitation pour guider le cheminement de l'aiguilleur. En 1977, la gare de Nogent-Le-Perreux a été simulée sous cette forme pour évoluer facilement lors des phases nécessaires à la construction de l'Autoroute A86. Il n'a pas été donné suite à cette expérimentation virtuelle .

##### La serrure individuelle

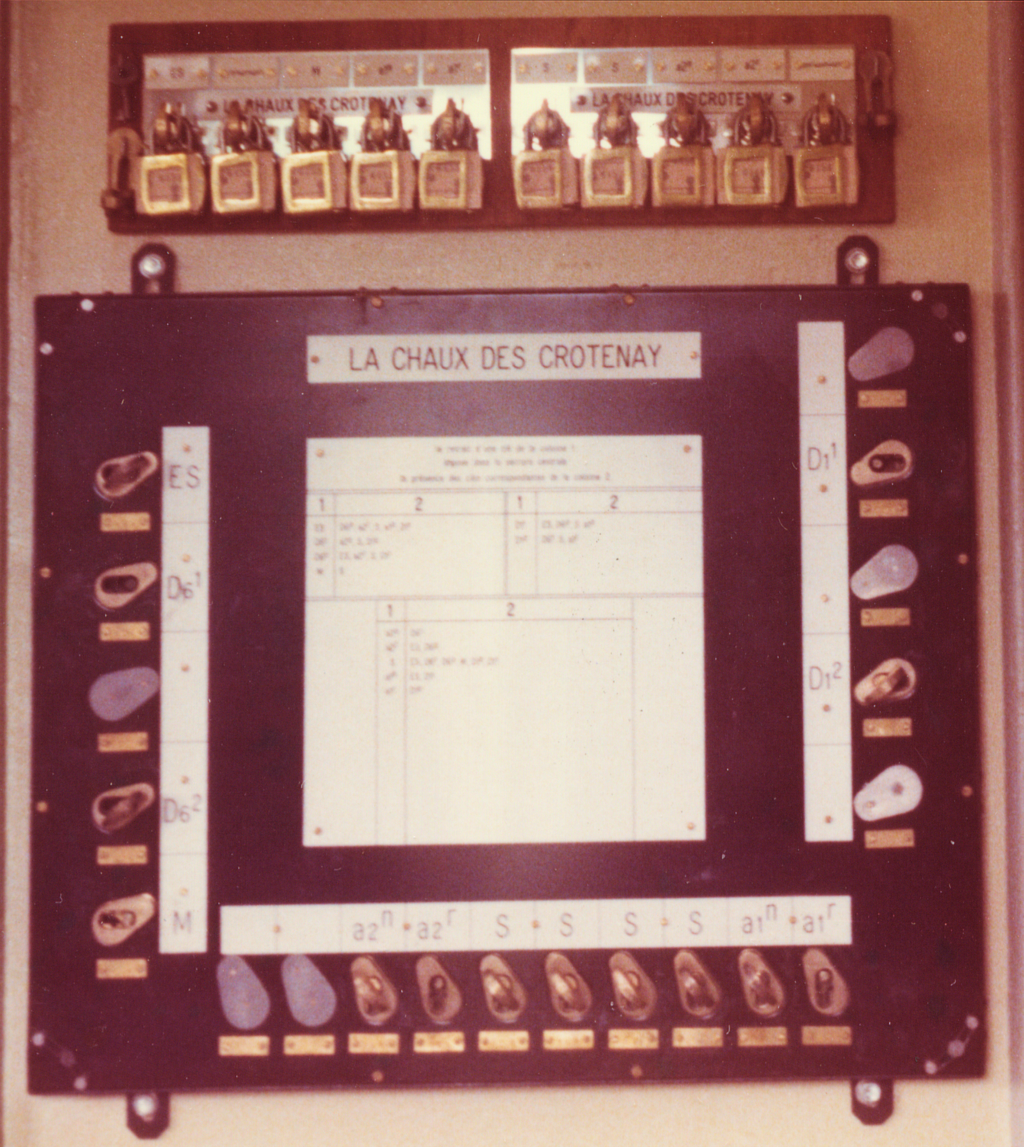
France - Ligne à voie unique de Andelot à La Cluse - Gare de La Chaux Des Crotenay - Une serrure centrale d'enclenchement d'une gare de voie unique type voie de gauche (Capacité : 20 clés)

Lorsque des enclenchements mécaniques simples doivent être réalisés entre des organes de commande qui sont à une distance quelconque les uns des autres, il peut être fait usage de serrures et de clés d’enclenchement. On rencontre ces serrures et clés pour enclencher les aiguilles et taquets dans les petites gares ou pour enclencher les appareils de voie éloignés du poste et manœuvrés à pied d’œuvre avec les signaux du poste. Les clés peuvent être transportées à distance électriquement au moyen d'une serrure électrique appelée « transmetteur ».
Ces serrures peuvent être à agrafe ou à pêne saillant et elles peuvent recevoir jusqu’à trois clés. Des relations d'enclenchements peuvent même être réalisés entre ces clés ; elles sont dites alors « à clés conjuguées ».

##### La serrure centrale d'enclenchement
Des enclenchements par serrures, plus complexes peuvent être mis en place ; il est fait appel à des « serrures centrales ». Ces serrures centrales, qui peuvent comporter un nombre variable de clés, (pour certaines jusqu'à cinquante clés, ce qui constitue un maximum), se rencontrent aussi bien dans les petites gares de doubles voies que dans les voies uniques. On peut les utiliser aussi pour régler des situations de travaux.

## Les enclenchements électriques

### Réalisation des enclenchements électriques

#### Enclenchements agissant sur levier par l'intermédiaire d'un verrou de levier
Ces enclenchements ont pour but d'immobiliser le levier de commande d'un organe dans la position où il se trouve lorsque les conditions de sécurité nécessaires au changement de position de cet organe ne sont pas réalisées.
Ils interviennent, d'une façon générale, lorsque l'enclenchement mécanique vient à cesser après remise en position normale du levier du signal commandant le passage, (le mécanicien a alors franchi le signal et le train n'a pas encore dégagé le passage). Dans ce cas, l'enclenchement électrique correspondant est déjà entré en action pour faire persister l'interdiction de manœuvre du levier si les conditions de changement de position de l'organe sur le terrain ne sont pas réalisées.
Ces enclenchements peuvent agir sur la position normale du levier, ou sur la position renversée ou même encore sur les deux positions.
Ces enclenchements sont identifiés en fonction du rôle qui leur est assigné. Ils peuvent, par exemple, interdire la manœuvre d'une aiguille en cours de franchissement ou si ses garages francs ne sont pas dégagés, (enclenchement par zone isolée d'aiguille ou enclenchement de transit), ou encore interdire l'ouverture d'un signal si une certaine partie de voie est occupée (enclenchement par zone de protection, etc.).
Ces enclenchements agissent sur le levier par l'intermédiaire d'un verrou de levier.
Ce verrou de levier est muni d'une pédale dite « d'économie » que l'aiguilleur actionne pour permettre la manœuvre du levier. Si les conditions de sécurité sont réalisées, et seulement dans ce cas, le verrou se dégage, libère le levier et autorise la manœuvre.
Ces verrous sont munis, pour permettre leur manœuvre en cas de dérangement, d'une annulation à la disposition de l'aiguilleur. Chaque utilisation de l'annulateur est contrôlée par un coupon individuel numéroté retiré d'un carnet à souche, sur lequel sont indiqués la date, l'heure ainsi que les motifs de sa mise en place.

#### Enclenchements agissant directement sur le circuit de commande
Ces enclenchements se rencontrent lorsque l’organe commandé depuis le poste est à commande électrique.

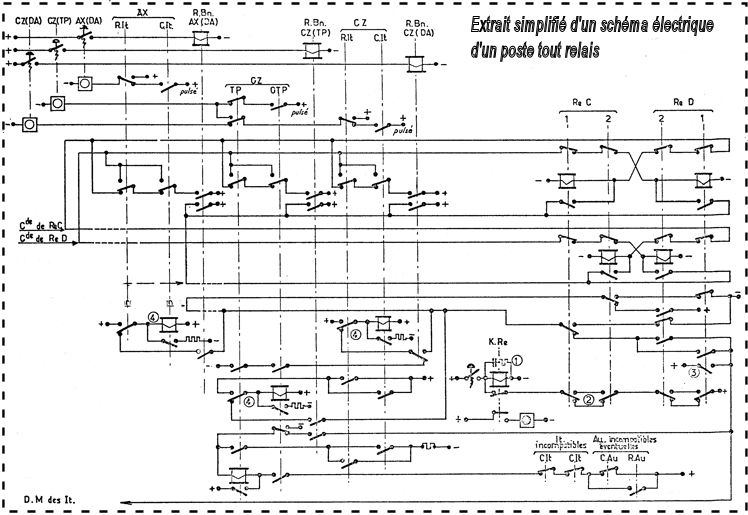
Extrait simplifié d'un schéma électrique pour poste PRS

Dans un poste mécanique on le trouve principalement comme pouvant agir directement sur le circuit électrique de commande d’un signal carré, en général lumineux. Ainsi, ce signal sera maintenu à la fermeture, si la condition dévolue à l’enclenchement n’est pas réalisée. Le signal sera même refermé, si la condition contrôlée par l’enclenchement vient à disparaître.
Ces conditions sont réalisées par l’intermédiaire de relais de sécurité. Ces relais sont maintenus à l’attraction et leurs contacts assurent l’alimentation du circuit correspondant lorsque les conditions sont réalisées. Ils chutent par gravité et leurs contacts coupent le circuit dans le cas contraire.
Dans les postes tout relais (PRS, PRG, PRCI, etc.), comme leur nom l’indique, la totalité des circuits de commande et de contrôle est réalisée par des relais. Ces postes comportent, outre les relais qui réalisent sur les circuits les mêmes enclenchements que dans un poste mécanique, des relais particuliers qui sont destinés à réaliser intrinsèquement les conditions de sécurité propres aux circuits dans lesquels ils sont mis en œuvre (Par exemple : Relais basculeurs à 2 positions stabilisées pour la commande d’une aiguille ou pour enclencher l’itinéraire, etc.…).

## Historique
À l’origine des chemins de fer, les installations des gares étaient très réduites et comportaient peu d’aiguilles ; celles-ci étaient alors manœuvrées sur place à l’aide de leviers à contrepoids fixe. Le développement du trafic ferroviaire amena à étoffer rapidement les installations et on s’aperçut que la méthode employée jusqu’alors ne pouvait plus donner satisfaction. On commença à commander les aiguilles et les signaux à distance en les groupant en un même point de commande et en confiant leur manœuvre à un agent spécialisé. Celui-ci établissait les passages dans les conditions fixées par une consigne de poste.
La coordination entre plusieurs agents sur le terrain n’étant plus nécessaire, la sécurité en fut déjà améliorée.
Cependant, le nombre des appareils de voie augmentait encore, la vitesse des trains croissait et les risques d’erreurs et d’incidents grandissaient toujours.
Ce fut un aiguilleur de l’ancienne compagnie des chemins de fer de l'Ouest qui en 1855, pour la première fois en France, réalisa à l’aide de réglettes de bois et de ficelles, non pas des enclenchements au sens propre du terme, parce que trop fragiles, mais des « pense-bêtes » qui l’obligeaient à manœuvrer les leviers dans un certain ordre ou qui l’empêchaient d’en renverser certains lorsque d’autres se trouvaient déjà renversés.
M. Vignier, ingénieur à la Compagnie de l’Ouest perfectionna cette idée et réalisa les premières tables d’enclenchement dans le système qui porte son nom. Ces tables d’enclenchement « Vignier », dans lesquelles les enclenchements sont réalisés par des taquets, n’acceptaient, tout au plus que trente leviers.
D’autres constructeurs reprirent et développèrent cette idée et conçurent d’autres systèmes de tables d’enclenchement, par exemple Saxby, pouvant accepter un nombre plus important de leviers. Ainsi, l’ancien Poste 1 de la Paris-Gare-de-Lyon comportait une table Saxby de 200 leviers.
Dans le cas de postes très importants, dont le nombre de leviers à mettre en place dépassait la capacité admise, alors que la technologie du « tout électrique » n’existait pas encore, il a fallu faire appel aux postes « à leviers d’itinéraires », type Alsthom, Mors ou Westinghouse, etc.
Le problème de la création de relation d’enclenchement entre des appareils éloignés les uns des autres fut résolu par l'emploi de serrures. Les premières serrures furent des serrures « Bouré », du nom de son inventeur, inspecteur principal adjoint au PLM. Elles datent de 1897. Elles sont aujourd’hui remplacées par des serrures dites serrures « S ». Elles se distinguent des serrures Bouré par quelques détails de construction.
Les enclenchements ont été imposés aux réseaux de Chemins de fer par les Circulaires Ministérielles du 13 septembre 1880 et du 2 novembre 1881 ; elles ne visaient encore que certaines catégories d’aiguilles situées sur voies principales, puis, par les Circulaires Ministérielles du 6 août 1883 qui étendait l’utilisation des enclenchements à tous les appareils de voie permettant d’engager les voies principales.